# Арно Вониш
Арно Вониш, Arno Wonisch [ˈaʁno ˈvonɪʃ], (ћирилички; руски тј. јужнословенски: Арно Вониш; * 12. фебруар 1973, Брук на Мури, Аустрија) аустријски је слависта и лингвиста који се претежно занима за лингвистичка и компаративистичка питања јужне и источне славистике.

## Биографија
Одрастао је у Бруку на Мури (Штајерска, Аустрија), гдје је матурирао у тамошњој гимназији, а затим  прешао на студиј географије (дипломирао 1992) и славистике (руски, српскохрватски и словеначки) на Универзитету „Карл Франц“ у Грацу (окончао 2000). Затим је неколико година радио у грачком Институту за истраживање посљедица рата „Лудвиг Болтзман“, углавном као преводилац за разне језике (руски, босански/хрватски/српски, словеначки, бугарски и др.). Од 2006. био је координатор и дисертант у оквиру међународног научног пројекта „Разлике између босанског/бошњачког, хрватског и српског језика“ (2006–2010) и као хонорарни сарадник у Институту за славистику Универзитета „Карл Франц“, гдје је  докторирао на теми „Врсте замјеница у босанском, хрватском и српском језику“.

## Научна дјелатност
Арно Wониш бави се првенствено тумачењем синхронијских и дијахронијских аспеката словенских језика са тежиштем на јужнословенским и источнословенским језицима.
Његови основни истраживачки проблеми су:
1. поредбена лингвистичка анализа са фокусирањем јужне и источне славистике (дјелимично западне)
2. дијахронијски и синхронијски језички контакти
3. историја језика и писма
4. морфологија словенских језика
5. језичка категорија броја
6. творба ријечи у словенским језицима (као члан Комисије за творбу ријечи Међународног славистичког комитета)
7. корпусна лингвистика
8. стилистика словенских језика (посебно у односу на категорију деминутива и аугментатива те као члан Комисије за стилистику Међународног славистичког комитета)
9. контрастивна анализа односа између босанског/бошњачког, хрватског, црногорског и српског језика, с једне стране, и полицентричног њемачког, с друге

Учестовао је у сљедећим научним пројектима, односно издавачким серијама:
- Лирски, хумористички и сатирички свијет Бранка Ћопића (различити извори финансирања), Грац – Бања Лука, од 2011, координација; (су)организација седам симпозијума
- Andrić-Initiative: Иво Андрић у европском контексту (различити извори финансирања), Грац, од 2007, координација; (су)организација десет симпозијума
- Нација, језик и идентитети на поштанским разгледницама Доње Штајерске (1885–1920) / Postcarding Nation, Language and Identities. Lower Styria on Picture Postcards (1885–1920), Грац 2016–2019, један од подносилаца захтјева и консултант
- iniciranje serije „Slawische Sprachkorrelationen“ (LIT Verlag), Грац, од 2017, издавач заједно са Бранком Тошовићем
- иницирање серије „Slawische Narrationen“, Грац, од 2012, уредник заједно са Бранком Тошовићем
- иницирање серије и студентског пројекта „Neue slawistische Horizonte“ (издавач Др. Ковач, Хамбург), Грац, од 2012, уредник заједно са Бранком Тошовићем
- Моно- и мултилингвални корпус македонског језика (Гралис-Мак), Грац – Скопје 2009–2016, координација; (су)организација једног симпозијума
- Gralis-Lexikarium – бидирекционални Онлајн рјечник њемачки ↔ босански/црногорски/хрватски/српски (Штајерска покрајинска влада, Бр. 16.С-11/2008-23), Грац 2008–2011, координација
- Разлике између босанског/бошњачког, хрватског и српског језика (FWF-пројекат, P19158-G03), Грац 2006–2010, координација, докторски студиј, (су)организација трију симпозијума
- „Аустрија 1945–1955“: научна сарадња и консултација у изради тв-документације Хуга Портиша (Институт за истраживање посљедица рата „Лудвиг Болтзман“, Грац – Беч – Клагенфурт), 2003–2005, научна сарадња
- Црвена армија у Аустрији 1945–1955 (Институт за истраживање посљедица рата „Лудвиг Болтзман“, Грац – Беч – Клагенфурт), 2003–2005, научна сарадња

Између 2006. и 2016. учествовао је на низу научних скупова и са рефератима, између осталог у Инзбруку (Аустрија, 2008), Мостару (Босна и Херцеговина, 2009), Марибору (Словенија, 2009), Пули (Хрватска, 2009), Травнику (Босна и Херцеговина, 2009). Аутор је више од 60 научних радова.
Говори/познаје сљедеће језике: Mastery (C2):њемачки (матерњи), босански/црногорски/хрватски/српски, бугарски, руски; Effective Operational Proficiency (C1): словеначки, македонски, енглески; Vantage (B2): француски, хебрејски; Threshold (B1): пољски, украјински, шпански; Waystage (A2): италијански, словачки, чешки; Breakthrough (A1):румунски, бјелоруски, арапски.
Активо се бави превођењем (писменим и усменим, симултаним и консекутивним) за више језика.

## Дјела
А) Монографије
- Wonisch, Arno. „Das Pronominalsystem des Bosnischen/Bosniakischen, Kroatischen und Serbischen“. – Münster et al.: LIT. . (2012). стр. 452. [= Slawische Sprachkorrelationen 5]

Б) Зборници
- ošović, Branko; Wonisch, Arno (Hg.). „Interaktion von Internet und Stilistik, Internet und Stil.“ – Graz: Institut für Slawistik der Karl-Franzens-Universität, Kommission für Stilistik beim Internationelen Slawistenkomitee. . (2016). стр. 304.[1]

- Tošović, Branko; Wonisch, Arno (Ur./Hg.). „Das Leben der Jugendlichen im Internet. Sprachliche, literarische, kulturelle und gesellschaftliche Aspekte“. – Hamburg: Verlag Dr. Kovač. . (2016). стр. 202. – (Neue slawistische Horizonte, Bd. 4)[2]

- Tošović, Branko; Wonisch, Arno (Hg.). „Wortbildung und Internet – Словообразование и интернет – Tvorba riječi i Internet.“ – Graz: Institut für Slawistik der Karl-Franzens-Universität Graz – Kommission für Wortbildung beim Internationalen Slawistenkomitee. . (2016). стр. 525.

- Tošović, Branko; Wonisch, Arno; (Hg.). „Ranko Risojević. Der bosnische Scharfrichter“ / Arno Wonisch. – Graz: Institut für Slawistik der Karl-Franzens-Universität. . (2015). стр. 245. – (Tošović, Branko; Wonisch, Arno (Hg.) Slawische Narrationen. Bd 1.) – Original: Ranko Risojević. Bosanski dželat[3]

- Tošović, Branko; Wonisch, Arno (Ur./Hg.). „Paradoxa in den slawischen Sprachen, Literaturen und Kulturen“. – Hamburg: Verlag Dr. Kovač. . (2015). стр. 139. – (Neue slawistische Horizonte, Bd. 3)[2]

1. Tošović, Branko; Wonisch, Arno (Hg.). „Slawistisches zu Sprache, Literatur und Kultur.“ – Hamburg: Verlag Dr. Kovač, 2014. – Band 2 – 308. – (Neue slawistische Horizonte, Bd.2)[4]

- Tošović, Branko; Wonisch, Arno; (ur.). „Srpski pogledi na odnose između srpskog, hrvatskog i bošnjačkoga jezika / Serbische Sichtweisen des Verhältnisses zwischen dem Serbischen, Kroatischen und Bosniakischen. Knjiga I/5: 2005–2012“. – Graz - Beograd: Institut für Slawistik der Karl-Franzens-Universität Graz - Beogradska knjiga. . (2013). стр. 588.[5]

1. Tošović, Branko; Wonisch, Arno (Ur./Hg.). „Wort - Text - Stil“. – Hamburg: Verlag Dr. Kovač, 2013. – Bd. 1 – 222. – (Neue slawistische Horizonte)[6]

- Tošović, Branko; Wonisch, Arno; (Ur./Hg.). „Hrvatski pogledi na odnose između hrvatskoga, srpskoga i bosanskoga/bošnjačkoga jezika / Die kroatische Sichtweise des Verhältnisses zwischen dem Kroatischen, Serbischen und Bosnischen/Bosniakischen. Svezak 2 / Band 2.“ – Graz - Zagreb: Institut für Slawistik der Karl-Franzens-Universität Graz - Izvori. . (2012). стр. 632.[7]

- Tošović, Branko; Wonisch, Arno; (ur.). „Srpski pogledi na odnose između srpskog, hrvatskog i bošnjačkoga jezika / Serbische Sichtweisen des Verhältnisses zwischen dem Serbischen, Kroatischen und Bosniakischen. Knjiga I/4: 1990-2004“. – Graz - Beograd: Institut für Slawistik der Karl-Franzens-Universität Graz - Beogradska knjiga. . (2012). стр. 637.[8]
- Tošović, Branko; Wonisch, Arno; (ur.). „Srpski pogledi na odnose između srpskog, hrvatskog i bošnjačkoga jezika / Serbische Sichtweisen des Verhältnisses zwischen dem Serbischen, Kroatischen und Bosniakischen. Knjiga I/3.“ – Graz - Beograd: Institut für Slawistik der Karl-Franzens-Universität Graz - Beogradska knjiga. . (2011). стр. 803.[9]

1. Tošović, Branko; Wonisch, Arno (Ur./Hg.). „Hrvatski pogledi na odnose između hrvatskoga, srpskoga i bosanskoga/bošnjačkoga jezika / Die kroatische Sichtweise der Verhältnisses zwischen dem Kroatischen, Serbischen und Bosnischen/Bosniakischen. Svezak 1 / Band 1.“ – Graz – Zagreb: Institut für Slawistik der Karl-Franzens-Universität, Izvori, 2010. – Svezak 1 – 439.[10]

- Tošović, Branko; Wonisch, Arno; (ur.). „Srpski pogledi na odnose između srpskog, hrvatskog i bošnjačkoga jezika / Serbische Sichtweisen des Verhältnisses zwischen dem Serbischen, Kroatischen und Bosniakischen. Knjiga I/1“ / Tošović, Branko; Wonisch, Arno. – Graz - Beograd: Institut für Slawistik der Karl-Franzens-Universität Graz - Beogradska knjiga. . (2010). стр. 737.[11]
- Tošović, Branko; Wonisch, Arno; (ur.). „Srpski pogledi na odnose između srpskog, hrvatskog i bošnjačkoga jezika / Serbische Sichtweisen des Verhältnisses zwischen dem Serbischen, Kroatischen und Bosniakischen. Knjiga I/2“. – Graz - Beograd: Institut für Slawistik der Karl-Franzens-Universität Graz - Beogradska knjiga. . (2010). стр. 535.[12]
- Tošović, Branko; Wonisch, Arno; (Ur./Hg.). „Bošnjački pogledi na odnose između bosanskog, hrvatskog i srpskog jezika. Die bosniakische Sichtweise der Unterschiede zwischen dem Bosnischen, Kroatischen und Serbischen.“ – Graz – Sarajevo: Institut für Slawistik der Karl-Franzens-Universität, Institut za jezik. . (2009). стр. 481.[13]

## Основни подаци
https://slawistik.uni-graz.at/de/institut/mitarbeiterinnen/